# Krzysztof Wachowski
Krzysztof Wachowski (1942–) lengyel kora középkoros régészprofesszor.

## Élete
A Wroclawi Egyetemen tanult régészetet 1961-1966 között, majd a Wroclawi Régészeti Múzeumban dolgozott. 1971-től a Lengyel Tudományos Akadémia wroclawi régészeti intézetében dolgozott. A Łódźi Egyetemen doktorált 1972-ben. 1982-ben a varsói régészeti intézetben habilitált. 1990-től a wroclawi régészeti tanszéken oktatott, 1993-tól rendkívüli, 1999-től rendes professzor. A tanszéken megszervezte a középkor oktatását. 1993-1996 között pro-, 1996-2002 között a Wroclawi Egyetem Történelem Karának dékánja. Jelenleg az egyetemi szenátus és a LTA wroclawi régészeti bizottságának titkára. A Przegląd Archeologiczny folyóirat szerkesztőbizottsági tagja volt, ill. a Toruńi Egyetem tudományos bizottságának tagja.

## Művei
- 1975 Cmentarzyska doby wczesnopiastowskiej na Śląsku. Wrocław
- 1989 Problematyka blatnicka – próba systematyki pojęć. Przegląd Archeologiczny 36, 209-220.
- 1992 Kultura karolińska a słowiańszczyzna zachodnia. Wrocław
- 1995 Kultura średniowiecznego Śląska i Czech – miasto. Wrocław
- 1997 Śląsk i Czechy a kultura wielkomorawska. Wrocław
- 2005 Śląsk w czasach Henryka IV Prawego. Wrocław
- 2011 Ulica, plac i cmentarz w publicznej przestrzeni średniowiecznego i wczesnonowożytnego miasta Europy. Wrocław